# Кадобнянське газове родовище
Кадобнянське газове родовище — належить до Більче-Волицького нафтогазоносного району Передкарпатської нафтогазоносної області Західного нафтогазоносного регіону України.

## Опис
Розташоване в Івано-Франківській області на відстані 12 км від м. Калуш.
Приурочене до центр. частини Косівсько-Угерської підзони Більче-Волицької зони. Кадобнянська структура була виявлена в 1940 р. і являє собою куполовидну ізометричну складку, побудовану сарматськими та баденськими утвореннями. Розмір структури по ізогіпсі — 500 м 7х7 м, амплітуда 160 м. 
Перший промисловий приплив газу отримано з відкладів нижнього сармату з інт. 717-725 м у 1953 р. 
Поклади пластові або масивно-пластові, літологічно обмежені. 
Експлуатується з 1955 р. Режим Покладів газовий. Запаси початкові видобувні категорій А+В+С1: газу — 1013 млн. м³.